# Acosmeryx tenggarensis
Acosmeryx tenggarensis là một loài bướm đêm thuộc họ Sphingidae. Nó được tìm thấy ở Moluccas.